# Jardí de la Casa Sorolla (pintura de 1920)
Jardí de la Casa Sorolla és una obra del pintor postimpressionista espanyol Joaquim Sorolla i Bastida. Es tracta d'un oli sobre llenç pintat en 1920. Forma part de la col·lecció del Museu Sorolla.
La pintura, emmarcada en el luminismo, mostra un dels jardins de la casa madrilenya del pintor (on actualment està el Museu Sorolla). El mateix Sorolla va traçar els plànols preliminars del jardí. Entre 1916 i 1920, aprofitant els breus períodes de descans en el seu treball per a la Hispanic Society de Nova York, Sorolla va pintar el seu jardí des de diferents punts de vista, fins a arribar a formar un corpus en la seua obra. Esta versió va ser una de les últimes abans que l'artista sofrís un atac d'hemiplegia i que li va impedir seguir pintant. Sorolla va arribar a pintar més de 40 quadres sobre els jardins de sa casa de Madrid.
El quadre mostra una part dels jardins segon i tercer, que estan separats per unes columnes. El centre l'ocupa una butaca de vímet buida que usava Sorolla. El tercer jardí va ser creat, igual que el primer, en 1911, però plantat entre 1912 i 1913, i replantat en 1917, després d'acabar el segon jardí. El segon va ser l'últim a ser creat, i plantat entre 1915 i 1916. Està inspirat en els jardins del Generalife de Granada. Entre tots dos jardins, que és la zona retratada, va disposar escultures en bronze, que són copies d'escultures del Museu Arqueològic Nacional de Nàpols.